# Prier (revue)

Prier est un mensuel chrétien de spiritualité, créé en 1978.

## Historique et contenu
Le mensuel Prier est fondé en 1978 par un journaliste de l'hebdomadaire La Vie, Jean-Pierre Dubois-Dumée (1918-2001). 
« Prier est une ressource. Une relance, chaque mois, pour ceux qui éprouvent le besoin de faire silence, de supplier, d'adorer, de contempler, de parler à Dieu », peut-on lire au dos du premier numéro en mai 1978. C'était les lendemains du concile Vatican II, selon lequel l'appel à la sainteté n'est pas réservé aux clercs et aux moines, mais concerne tous les baptisés. C'est également les premières années du Renouveau charismatique. Des groupes de prières fleurissent en France et en Belgique. Jean-Pierre Dubois-Dumée (1918-2001) va créer un magazine pour accompagner ce mouvement de prière qui se fait jour chez les laïcs. 
Ce patron de presse, lui-même chrétien engagé, se met à y travailler car il est alors directeur du développement des publications de La Vie catholique. Il conçoit la revue qu'il aimerait lire mais qui n'existe pas, comme il l'a confié plus tard à Élisabeth Marshall, future rédactrice en chef. Une revue qui se donne pour objectif de dépoussiérer le langage de la prière et redonner une fraîcheur aux textes de la tradition, avec beauté, simplicité, profondeur. « Du sobre, du beau, du théologique », se souvient le père Jacquemont, un dominicain qui participe au projet. Quel titre donner à cette nouvelle publication ? Dubois-Dumée évoque la question avec son gendre, Jacques Séguéla. Ce dernier a encore dans tête la campagne du Club Méditerranée en 1976, qui, pour évoquer la simplicité et le retour à l'essentiel, a associé des photos de lieux de rêve à des verbes à l'infinitif : « Rêver, contempler, respirer, rire, pleurer, aimer... » Pour s'assurer que le projet répond à une vraie attente, une annonce est passée dans LaVie. Les demandes d'abonnement affluent. Le succès sera immédiat.
Le premier numéro est lancé en mai 1978, le mois de la Pentecôte. « La descente de l'Esprit allait de pair pour Jean-Pierre Dubois-Dumée avec ce renouveau de la prière des laïcs qui étaient comme des apôtres envoyés en mission », explique Élisabeth Marshall. La facture de la revue est simple : 36 pages, en noir, blanc et bleu. Les caractères sont gros par souci de beauté, d'accessibilité, de simplicité. Prier innove aussi en mettant en valeur le langage propre des visuels, qui ne sont pas de simples illustrations. Le premier numéro s'ouvre par la célèbre hymne de Grégoire de Nazianze, « Ô toi, l'au-delà de tout ». Elle introduit les lecteurs au monde des monastères avec un reportage sur les jeunes moniales de Bethléem et propose de suivre des sessions grâce à son agenda. De grands textes de prières sont proposés dont, dans le sillage de 'Nostra aetate – une déclaration de Vatican II, qui affirme l'existence de semences du Verbe au-delà des frontières visibles de l'Église – des prières de mystiques non chrétiens, comme cela se fait alors dans les cahiers d'oraison du père Caffarel, dont Dubois-Dumée est proche. 
Le journaliste dirigera la revue jusqu'en 1984, date de sa retraite, après laquelle il continuera à animer des soirées de prière sur les paroisses. Philippe Chartier – qui inventera des produits dérivés – lui succédera, puis ce sera Philippe Warnier, qui concevra le livret Prier au quotidien quand, dans les années 1990, se fera sentir le besoin de remettre la liturgie au cœur de la vie de prière. Élisabeth Marshall amènera ensuite, parmi maintes richesses, cette couleur jaune devenu synonyme de Prier, dont elle modifiera le format. « Jean-Pierre Dubois-Dumée a créé avec Prier un espace de liberté, de silence, de sérénité », affirme cette femme de presse. Avec la revue de Dubois-Dumée, soulignait Mgr Noyer, évêque d'Amiens, lors de ses obsèques en 2001, « prier est devenu une activité populaire, variée, avouée et simple où s'ose le plus timide des croyants ».
Aujourd'hui la revue a une dimension magazine, une dimension contemplative et une dimension de formation à la vie de prière qu'elle a renforcée depuis 2012 avec son Ecole de la prière. Une dimension magazine avec des entretiens de Bertrand Révillion et des reportages photos. Une dimension contemplative avec de grands textes de prières mis en page sur de belles photos. Une formation à la vie spirituelle avec des chroniqueurs comme le bénédictin allemand Anselm Grün. Chaque mois une forme de prière est présentée de façon pédagogique et pratique. La revue comprend également la présentation d'un film et une méditation sur une grande œuvre d'art. 
Le magazine est accompagné par un livret de poche « Prier au quotidien », qui présente l'évangile du jour, accompagné de commentaires de grands auteurs spirituels.
Prier fait paraître aussi des hors-séries annuels sur de grands thèmes, les derniers étant : « la liturgie des heures », « la naissance (physique et spirituelle) », « Jésus maître de prière », « Prier avec Marie », « Prier avec les anges », « Prier avec le pape François , « 30 méthodes pour Prier »
Le titre Prier appartient au groupe La Vie-Le Monde. Son rédacteur en chef est Xavier Accart.